# Støvdrager
Støvdrager (syn. støvblad) (botanisk latin, stamen) er betegnelsen for det eller de hanlige organer i Angiospermernes blomster. I almindelighed består en støvdrager af en pollenproducerende støvknap som sidder hævet på en steril støvtråd. Støvknappen består som regel af fire støvsække, der sidder parallelt ved siden af hinanden i støvdragerens længderetning. Støvsækkene åbnes ved modenhed og frigiver pollen. Som regel sker det ved en længdeslids.
Støvdragernes udseende afspejler ofte blomstens bestøvningsbiologi. For eksempel har vindbestøvede ofte meget lange støvtråde som kan løfte pollenfrigivelsen ud i luftstrømmen omkring blomsten. Støvtrådene kan have en særlig farve eller iøjnefaldende udvækster som kan tjene til at lede besøgende insekter på vej. Støvdragere kan helt miste deres seksuelle funktion og omdannes til andre funktioner, fx nektarier eller kronblade, som det kendes fra "fyldte" blomster. I så fald kaldes den omdannede støvdrager et staminodium.
Antallet af støvdragere per blomst var grundlaget for inddelingen af planterne i Linnés system.